# Petra Papp
Petra Papp   (Hongria, 22 d'agost de 1993) és una jugadora d'escacs hongaresa que té el títol de la FIDE de Gran Mestra Femenina (WGM) des de 2012.

## Resultats destacats en competició
El 2009, Papp va guanyar el Campionat d'escacs juvenil d'Hongria en la categoria sub 16. Va representar Hongria en diverses ocasions als Campionats europeus d'escacs juvenils i al Campionat del món juvenil d'escacs. A Iași, hi va guanyar una medalla d'or individual i una medalla de plata per equips al Campionat d'Europa sub-18 d'escacs per equips femení de 2011.
Al Campionat d'escacs femení d'Hongria, Papp hi ha guanyat medalles d'or (2012) i bronze (2009).
Papp va jugar representant Hongria a les Olimpíades d'escacs femenines:
- L'any 2012, al tauler de reserva, a la 40a Olimpíada d'escacs (femenina) a Istanbul (+5, =3, -1),
- L'any 2014, al tauler de reserva, a la 41a Olimpíada d'escacs (femenina) a Tromsø (+2, =4, -1),
- L'any 2016, al tercer tauler, a la 42a Olimpíada d'escacs (femenina) a Bakú (+2, =6, -0).

Papp va jugar també represnentant Hongria al Campionat d'Europa per equips d'escacs:
- El 2013, al quart tauler del 10è Campionat d'Europa d'escacs per equips (femení) a Varsòvia (+4, =2, -2),
- El 2015, al quart tauler de l'11è Campionat d'Europa d'escacs per equips (femení) a Reykjavík i va guanyar la medalla de bronze individual (+5, =2, -1).

El 2010, va rebre el títol de Mestra Internacional Femenina de la FIDE (WIM) i dos anys més tard va rebre el títol de Gran Mestra Femenina (WGM).